# Lebrunia danae
Lebrunia danae är en havsanemonart som först beskrevs av Duchassaing de Fonbressin och Giovanni Michelotti 1860.  Lebrunia danae ingår i släktet Lebrunia och familjen Aliciidae. Inga underarter finns listade i Catalogue of Life.

## Bildgalleri

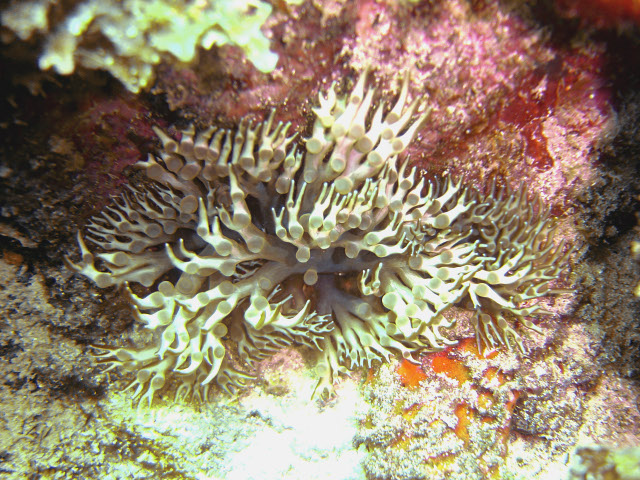